# 科爾伯特山
科爾伯特山（英語：Mount Colbert）是南極洲的山峰，位於阿蒙森海岸，處於博爾西克山以東3公里和斯坦普山西南面2公里，屬於毛德王后山脈中海斯山脈的一部分，海拔高度2,580米，現時由南極條約體系管理。